# Louis Martinus Everhard Brumsteede
Louis Martinus Everhard Brumsteede (Bandung, 24 september 1851 - Norg, 17 augustus 1908) was een Nederlandse burgemeester.

## Leven en werk
Brumsteede was een zoon van de infanteriekapitein en latere wethouder van Assen Hilarius Augustus Mijnardus Brumsteede en Martina Everhardina Servatius. Hij werd in 1888 benoemd tot burgemeester van Norg en fungeerde tevens als gemeentesecretaris van deze gemeente. In 1892 diende Brumsteede een verzoek in om beide functies te scheiden. Zijn verzoek werd ingewilligd en hij werd in datzelfde jaar eervol ontslagen als gemeentesecretaris. In 1893 werd J. Barels aangesteld als zijn opvolger in deze functie. Het burgemeesterschap bekleedde hij totdat hij in 1908 op 56-jarige leeftijd overleed.
Brumsteede was gehuwd met Woltera Zandbergen.